# Pholidobolus
Genre

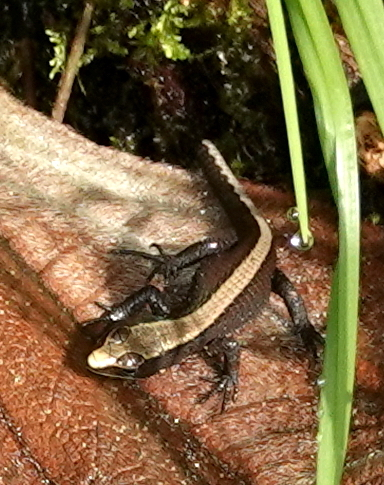

Pholidobolus est un genre de sauriens de la famille des Gymnophthalmidae.

## Répartition
Les 9 espèces de ce genre se rencontrent dans le nord-ouest de l'Amérique du Sud.

## Description
Ce sont des sauriens diurnes et ovipares, ils sont assez petits avec des pattes petites voire atrophiées.

## Liste des espèces
Selon The Reptile Database (12 juin 2017) :
- Pholidobolus affinis (Peters, 1863)
- Pholidobolus anomalus Müller, 1923
- Pholidobolus dicrus (Uzzell, 1973)
- Pholidobolus hillisi Torres-Carvajal, Venegas, Lobos, Mafla-Endara & Sales-Nunes, 2014
- Pholidobolus macbrydei Montanucci, 1973
- Pholidobolus montium (Peters, 1863)
- Pholidobolus prefrontalis Montanucci, 1973
- Pholidobolus ulisesi Venegas, Echevarría, Lobos, Sales-Nunes & Torres-Carvajal, 2016
- Pholidobolus vertebralis O'Shaughnessy, 1879

## Publication originale
- Peters, 1863 "1862" : Über Cercosaura und die mit dieser Gattung verwandten Eidechsen aus Südamerika. Abhandlungen der Königlichen Akademie der Wissenschaften zu Berlin, vol. 1862, p. 165-225 (texte intégral).